# Fungicid
Fungicid (lat. fungus: gljiva) je kemijsko sredstvo za zaštitu bilja (pesticid) koje u određenoj koncentraciji sprječava rast ili uništava gljivice uzročnike gljivičnih bolesti (mikoza). Fungicidima se u zaštiti bilja obrađuju: sjeme u širem smislu, nadzemni organi biljaka i tlo, premazuju se rane nakon rezidbe i drugo. Prema prirodi kemijskog spoja fungicidi se dijele na anorganske i organske, a prema načinu djelovanja na kontaktne (sprječavaju zarazu ili infekciju – protektivno djelovanje) i sistemične (suzbijaju nastalu zarazu – kurativno djelovanje).